# 門田站
門田站（日语：／ Monden eki */?）是位於福島縣會津若松市門田町大字面川字中島417號，會津鐵道的會津線車站。

## 歷史
- 1927年（昭和2年）11月1日 - 鐵道省開設此會津線車站。
- 1987年（昭和62年）
  - 4月1日：伴隨國鐵分割民營化，車站由東日本旅客鐵道（JR東日本）營運。
  - 7月16日 - 會津線由會津鐵道接管，成為會津鐵道線車站。同時成為無人車站，加設列車交會設備。

## 車站構造
此站是地面車站，設有2面2線的相對式月台。此站是無人車站。
站名牌上寫上了「會津身不知柿之里 一之堰之地藏尊」。
在國鐵時代設有比較大的木造車站大樓。由於車站距離門田村落中心較遠，因此使用人次較少。在國鐵時代末期，車站設有職員當值。在轉換至會津鐵道後，車站大樓內的事務室曾經有一段短時間成為儲物房。現時的車站大樓只有候車室。

## 使用狀況
在2016年度的1日平起乘車人次為3人。
| 乘車人員變化 | 乘車人員變化 |
| 年度         | 1日平均人次  |
| ------------ | ------------ |
| 2000         | 3            |
| 2001         | 3            |
| 2002         | 5            |
| 2003         | 3            |
| 2004         | 3            |
| 2005         | 3            |
| 2006         | 3            |
| 2007         | 3            |
| 2008         | 3            |
| 2009         | 3            |
| 2010         | 3            |
| 2011         | 3            |
| 2012         | 3            |
| 2013         | 0            |
| 2014         | 3            |
| 2015         | 3            |
| 2016         | 3            |

## 車站周邊
- 澤川
- 國道118號（日语：国道118号）
- 福島縣道212號門田停車場線（日语：福島県道212号門田停車場線）

## 巴士路線
- 會津巴士（日语：会津乗合自動車）
  - 會津若松站 - 門田站入口 - 蘆之牧車廠、大川發電站前

## 相鄰車站
會津鐵道
■會津線
□快速「接力號」
通過
□快速「AIZU山特快」、■普通（包含「接力號」）
南若松－門田－雨屋
- 在2009年至2013年之間，此站至南若松站之間曾經設有一之堰六地藏尊站（在2009年的車站名稱為「六地藏尊站」），該站是臨時車站，於8月23日至24日營運。

## 注腳
1. ↑  第132回福島県統計年鑑 （页面存档备份，存于）（日語）

## 外部連結
- 門田站 （页面存档备份，存于）（日語）